# Arroyo Talita
El arroyo Talita  es un curso de agua uruguayo que atraviesa el departamento de  Florida  perteneciente a la cuenca del Plata.
Nace en la Cuchilla Grande Inferior, desemboca en el río Santa Lucía Chico tras recorrer alrededor de 27 km.